# Quei temerari sulle loro pazze, scatenate, scalcinate carriole
Quei temerari sulle loro pazze, scatenate, scalcinate carriole (Monte Carlo or Bust!, conusciuto anche come Those Daring Young Men in Their Jaunty Jalopies) è un film del 1969 diretto da Ken Annakin.
Il film è il seguito del film di successo del 1965 Quei temerari sulle macchine volanti. Terry-Thomas è apparso nei panni di Sir Cuthbert Ware-Armitage, l'altrettanto vile figlio di Sir Percy Ware-Armitage, che Thomas aveva interpretato nel film precedente. Ritornarono alcuni altri membri del cast del primo film, tra cui Gert Fröbe ed Eric Sykes (di nuovo nel ruolo del maggiordomo di Armitage). Come il film precedente, è stato scritto da Ken Annakin e Jack Davies e diretto da Annakin, con la musica di Ron Goodwin. La canzone della sigla d'apertura è cantata da Jimmy Durante. L'animazione della sequenza dei titoli di coda è stata opera di Ronald Searle, che era apparso anche nel precedente film di Annakin Quei temerari sulle macchine volanti. Tony Curtis e Susan Hampshire hanno interpretato altri concorrenti nella gara; Curtis ha anche recitato nella commedia d'epoca simile La grande corsa (1965) della Warner Bros.

## Trama
Anni venti, durante un Rally di Monte Carlo. La gara attrae concorrenti da Inghilterra, Italia, Francia, Germania e dal resto del mondo. Uno dei favoriti per la vittoria finale è l'industriale statunitense Chester Schofield, che aveva vinto la proprietà della metà di una fabbrica di automobili in una partita a poker con il defunto padre del baronetto Sir Cuthbert Ware-Armitage. Cuthbert partecipa alla corsa sfidando il socio e mettendo in palio l'intero pacchetto azionario della società, con lo scopo di riprendersi tutto. I due ufficiali dell'esercito britannico Digby Dawlish e Kit Barrington partecipano invece per preservare l'onore dell'Impero Britannico. Guidano un veicolo stravagante, addobbato con le invenzioni più strane per superare le diverse difficoltà del percorso. I due poliziotti italiani Angelo Pincelli e Marcello Agosti sono in gara grazie ad un biglietto vincente della lotteria, ma sembrano essere più interessati alla caccia di tre infermiere francesi, guidate dalla giovane dottoressa Marie-Claude. Willi Schickel e Otto Schwartz sono invece due detenuti tedeschi, iscritti da un gangster con l'intento di portare all'estero dei gioielli rubati, nascosti all'interno della ruota di scorta della loro macchina.
Lungo il difficile percorso, Chester e la sua copilota Betty finiscono per duellare con Cuthbert, il quale boicotta in tutti i modi possibili tutti i suoi avversari pur di arrivare primo: somministra dei sonniferi a Chester e ruba ai tedeschi la ruota di scorta con all'interno i gioielli rubati. Peggior sorte tocca ai due ufficiali inglesi, che saltano letteralmente in aria con la loro strana macchina.
Nella giornata conclusiva Cuthbert è sul punto di vincere ma all'improvviso perde la ruota di scorta con i gioielli: durante la fase finale della gara si verifica anche una gigantesca slavina e Marie-Claude e le infermiere rinunciano a proseguire per portare soccorso alle persone coinvolte. Cuthbert taglia per primo il traguardo, seguito subito dopo dai tedeschi. Poco dopo giungono anche Angelo e Marcello insieme a Schofield, ancora sotto effetto dei sonniferi. I due italiani, testimoni dei fatti, accusano Cuthbert di aver barato e rubato i gioielli e lo fanno arrestare, annullando quindi la sua vittoria. Il premio passa in mano tedesca, ma viene tolto anche a loro, in quanto sono stati scoperti e fatti arrestare. Alla fine sono rimasti i due italiani a pari merito con Chester, quest'ultimo ancora addormentato ma sospinto fino alla linea del traguardo dalla copilota Betty. Sono proprio loro insieme all'americano i vincitori del Rally, ma decidono di rinunciare al premio per dedicare la loro vittoria al team delle infermiere che avevano abbandonato la corsa per aiutare le persone rimaste ferite dalla slavina.

## Produzione

### Riprese
Oltre al lavoro in studio presso gli studi Dino De Laurentiis Cinematografica di Roma e Lazio, le riprese si svolsero dal 31 marzo al maggio 1968 in un gran numero di luoghi: Inghilterra, Parigi, Francia, Monaco, Monte Carlo, Cascate di Monte Gelato, fiume Treja, Italia e Åre, Contea di Jämtland, Svezia. La maggior parte delle location esotiche sono state realizzate dai registi della seconda unità, mentre le riprese in studio hanno inserito principalmente gli attori principali nelle scene.
Annakin aveva difficoltà a lavorare con Tony Curtis, e lo considerava "fragile, egocentrico e aggressivo". Curtis, tuttavia, apprezzò il suo tempo a Roma, uno dei luoghi principali di ripresa e si legò alla sua co-star, Susan Hampshire

## Le automobili usate
Tony Curtis guida una Alvis Speed 20 (tipo 1932–1936) chiamata la "Tripla S, Six-Sylinder Special", Gert Fröbe e Peer Schmidt guidano una Mercedes-Benz W06 (tipo 1928–1932). La prima macchina di Terry-Thomas e Eric Sykes (destinata ad incendiarsi insieme al distributore di benzina) è una Ware-Armitage chiamata la "Nobile Nove".
L'auto usata da Peter Cook e Dudley Moore è una "Lea-Francis" incluse le invenzioni, Clacson militare Dawlish, Periscopio Dawlish, Congegni antineve Dawlish, Super trattore Dawlish, Lampada antinebbia Dawlish e Razzi Dawlish (alla fine del film). Marcello e Angelo guidavano una Lancia Lambda mentre Dominique, Pascale e Marie-Claude guidano una Peugeot 201 e infine le auto usate come scenografia sono Morris Oxford (tipo 1919–1926) e Bentley 4½ Litre (tipo 1927–1931).